# Хо Хак Чер
Хе Хак Чер (кор. 허학철, по Концевичу — Хо Хакчхоль; 16 апреля 1922, деревня Сухановка, Хасанский район, Приморский край — 6 января 1990, Ташкент, Узбекская ССР) — советский и корейский журналист, редактор газеты «Ленин Кичи», переводчик, участник Трудовой армии 1942—1946 годов, член Трудовой партии Кореи (1955).

## Биография
Родился 16 апреля 1922 года в бедной крестьянской семье в деревне Сухановка Хасанского района Приморского края.
В 1930 году стал посещать начальную школу в родном селе и закончил её в 1935 году.
В 1937 году в результате депортации дальневосточных корейцев семья оказалась в Средне-Чирчикском районе Ташкентской области, где позже корейскими переселенцами был образован колхоз «Авангард». Средней школы в колхозе не было, поэтому Хак Черу приходилось ходить в соседний колхоз «20 лет Октября» и обучаться там до 1942 года.
В 1942 году поступил в филиал Московского авто-дорожного института в Ташкентской области. Однако после постановления 1942 года ГКО СССР о мобилизации призывников в трудовые колонны, был отправлен в трудовую армию, предположительно, в город Ангрен, где трудился вплоть до октября 1945 года.
Вернувшись из трудовой армии, Хе Хак Чер получил повестку Ташкентского областного военкомата о призыве на службу. Незадолго до отправки на армейскую службу женился на Ким Елизавете Васильевне (род. 27 января 1922 года), с кем прожил всю последующую жизнь и воспитал пятерых детей.
После службы в Армии в декабре 1946 года переехал вместе с женой в Северную Корею, откуда по распоряжению советской гражданской администрации был отправлен работать переводчиком в район Индже провинции Канвондо до 24 декабря 1946 года, после чего вплоть до 28 июля 1948 года работал ответственным переводчиком в Корейской народной армии. После ухода советской гражданской администрации был передан в распоряжение северокорейского правительства.

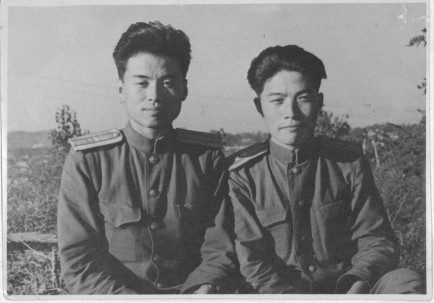
Хе Хак Чер (слева) со своим другом. 1947 г.

С 25 декабря 1948 года до 10 октября 1950 года работал цензором газеты «조선인민군 신문» («Газета Корейской Народной Армии»). Затем получил должность заместителя редактора в издательстве «조선인민군 전사수첩» («Блокнот солдата Корейской Народной Армии»), где работал до середины февраля 1951 года, после чего был назначен главным редактором в журнальном издательстве «선전원 수첩» («Блокнот пропагандиста»).
В период с мая 1952 по 28 августа 1955 года Хак Чер работал в военно-политическом училище имени Ким Чхэка, где в течение первого года работал на должности преподавателя русского языка, а после — на должности начальника 3-месячных подготовительных курсов при главном политуправлении Корейской Народной Армии. Преподавательская и руководящая работа Хак Чера была высоко оценена правительством, и он был принят в члены Трудовой партии Кореи.
В течение последующего года работал в газетном издательстве, а с 1 декабря 1956 года до 22 ноября 1957 года проходил специализированные курсы в Пхеньянской Военной Академии.
После окончания курсов получил звание старшего полковника и был назначен на должность заместителя начальника в этой же Академии, где проработал вплоть до 16 сентября 1960 года.
Во время неудачной попытки отстранить Ким Ир Сена от власти уровень недоверия в стране стал сгущаться и вокруг советских корейцев. Поэтому Хак Чер принял решение вернуться в Советский Союз. При поддержке советского посольства в феврале 1961 года он прибыл в Москву и по приказу Министерства обороны СССР был переведён в резервную армию со званием майора.
ЦК компартии Узбекской ССР Хе Хак Черу, как исполнявшего долгие годы «интернациональный долг по оказанию помощи братской стране в строительстве социализма» выделили многокомнатную квартиру, места для детей в школе, а также решили проблему с трудоустройством.
Учитывая большой опыт работы в издательствах и знание корейского языка, его приняли специальным корреспондентом в газету «Ленин Кичи», кем он и работал до выхода на пенсию в 1982 году.
Хо Хак Чер умер в г. Ташкенте, 6 января 1990 года.
За время пребывания в Корее был награждён двумя орденами и четырьмя медалями.
Также получал награды от Советского правительства.